# Powerless (Say What You Want)
«Powerless (Say What You Want)» es una canción de la cantante luso-canadiense Nelly Furtado, primer sencillo de su segundo álbum de estudio Folklore (2003).
También se lanzó una versión en español junto a Juanes para los países latinos que llevaba por título "Abre Tu Corazón''".

## Información
La canción fue producida por Track & Field y recibida positivamente por los críticos de música. Powerless representa cuán Nelly era discriminada dentro de su disquera y cómo esta compañía quería esconder su ascendencia portuguesa:
"Paint my face in your magazines (Pintas mi rostro en tus revistas)
Make it look whiter than it seems (Lo haces ver más blanco de lo que es)
Paint me over with your dreams (Me describes como en tus sueños)
Shove away my ethnicity (Dejando de lado mis rasgos étnicos)"'
Además el gran Banjo de Béla Fleck enriquece el tema de la canción.
Realizado en diciembre de 2003, la canción fue escogida como el mejor sencillo.

## Videoclip
Powerless ganó el MuchMusic Award de Canadá : Mejor Video Pop del 2004.
El vídeo se desarrolla alrededor de una clásica metáfora filosófica: Nelly atrapapada dentro de una caja que luego se abre para escapar. Dentro, las paredes tienen pósteres que actúan como puertas o ventanas para la imaginación de la artista. Esto representa que está siendo definida y conocida por la ilusioria realidad de su fama y belleza.
Los 25 pósteres para el vídeo de Powerless dan a conocer lo importante del mensaje de su canción para una visión espiritual libre. Los pósteres son animados con emoción e imaginación, capturando el entusiasmo de la juventud de Nelly y su colorida personalidad. Powerless afirma la diversidad y la peculiaridad que cada uno lleva dentro.

## Posiciones
| País (2003)                              | Posición |
| ---------------------------------------- | -------- |
| Reino Unido                              | 13       |
| U.S. Billboard Top 40 Mainstream         | 30       |
| País (2004)                              | Posición |
| Argentina Top 40                         | 1        |
| Argentina                                | 3        |
| Australia                                | 37       |
| Austria                                  | 7        |
| Alemania                                 | 8        |
| Holanda Top 40                           | 5        |
| Costa Rica                               | 2        |
| Irlanda                                  | 36       |
| México Top 100                           | 9        |
| Nueva Zelanda                            | 16       |
| Suecia                                   | 37       |
| Suiza                                    | 16       |
| U.S. Billboard Adult Top 40              | 16       |
| U.S. Billboard Hot Dance Music/Club Play | 5        |